# The Detective's Dog (film 1910)
The Detective's Dog è un cortometraggio muto del 1910 diretto da Lewin Fitzhamon.

## Trama
Il cane di un investigatore si mette sulle tracce di un borseggiatore che, sul treno, ha rubato un borsellino.

## Produzione
Il film fu prodotto dalla Hepworth.

## Distribuzione
Distribuito dalla Hepworth, il film - un cortometraggio di 205,74 metri - uscì nelle sale cinematografiche britanniche nel luglio 1910.
Si conoscono pochi dati del film che, prodotto dalla Hepworth, fu distrutto nel 1924 dallo stesso produttore, Cecil M. Hepworth. Fallito, in gravissime difficoltà finanziarie, il produttore pensò in questo modo di poter almeno recuperare il nitrato d'argento della pellicola.